# Péter Vépi
Péter Vépi, född den 20 oktober 1949 i Kőröshegy, Ungern, är en ungersk före detta fotbollsspelare som ingick i det ungerska lag som tog OS-silver i fotbollsturneringen vid de olympiska sommarspelen 1972 i München.